# Nombre d'Ekman
Le nombre d'Ekman {\displaystyle (Ek)} est un nombre sans dimension utilisé en mécanique des fluides, donnant le rapport entre les forces de viscosité et la force de Coriolis dans un référentiel en rotation.
Il a été nommé en l'honneur de Vagn Walfrid Ekman, océanographe suédois ayant travaillé sur le comportement des fluides océaniques et sur l'influences du vent sur les océans.

## Définition
On le définit de la manière suivante :
{\displaystyle Ek={\frac {\nu }{f\,{L_{c}}^{2}\,}}={\frac {Ro}{Re}}}
avec :
- {\displaystyle \nu } - viscosité cinématique en m2 s−1,
- {\displaystyle f} - paramètre de Coriolis en s−1,
- {\displaystyle L_{c}} - longueur caractéristique m,
- {\displaystyle Re} - nombre de Reynolds,
- {\displaystyle Ro} - nombre de Rossby.

Le paramètre de Coriolis est défini par {\displaystyle f=2\Omega }, où {\displaystyle \Omega } est la vitesse angulaire de rotation. Dans le cadre des fluides géophysiques on lui préfère {\displaystyle f=2\Omega \sin(\phi )}, où {\displaystyle \Omega } est la vitesse angulaire de rotation de la terre et {\displaystyle \phi } la latitude.

L'égalité {\displaystyle Ek={\frac {Ro}{Re}}}n'est généralement pas valable en océanographie. Dans ce cas il faut calculer les termes visqueux de l'équation de Navier-Stokes (en considérant éventuellement la viscosité turbulente), puis les comparer au terme de Coriolis.

## Utilisation
Un des usages du nombre d'Ekman apparaît dans le calcul de la diminution et du changement de direction des vents près du sol. En effet, la rugosité du sol et la viscosité du fluide se conjuguent pour donner ce qu'on appelle la spirale d'Ekman. Il s'agit de la représentation sur un graphique radial (hodographe) des vents du changement de vitesse et de direction de celui-ci entre le sol et la couche limite de friction. 
Ce nombre permet aussi, d'après Valle-Levinson, de déterminer la répartition des "inflow" et "outflow" dans un basin, avec l'aide du nombre de Kelvin. 